# Бугаёв, Александр Степанович
Алекса́ндр Степа́нович Бугаёв (25 августа 1947, Горловка, Сталинская область — 3 октября 2024, Москва) — советский и российский физик, специалист в области физики полупроводников, акусто- и спин-волновой электроники, информационных технологий, академик Российской академии наук (2000), доктор физико-математических наук, лауреат премии Ленинского комсомола в области науки, премии Правительства РФ 2006 года в области науки и техники. Автор свыше 150 научных работ и изобретений.

## Биография
Окончил Московский физико-технический институт в 1971 году и аспирантуру там же в 1974 году (кандидатская диссертация «Вопросы теории разогревных акустоэлектронных явлений в полупроводниках»). В 1985 году защитил докторскую диссертацию «Макроскопическая теория взаимодействия ультразвука с волновыми возбуждениями полупроводников и магнитных диэлектриков». Профессор, заведующий кафедрой вакуумной электроники МФТИ. С 1991 года — также заведующий лабораторией Института радиотехники и электроники Российской академии наук (ИРЭ РАН)
А. С. Бугаёв — член экспертного совета ВАК и ряда учёных советов. Заместитель председателя комиссии по работе с научной молодёжью РАН. Член редколлегий ряда научных журналов. Член IEEE. Член-корреспондент (1994), действительный член Российской академии наук по Отделению информатики, вычислительной техники и автоматизации с 2000 года.
Умер 3 октября 2024 года в возрасте 77 лет. Похоронен на Троекуровском кладбище.

## Награды, премии, почётные звания
- Лауреат премии Ленинского комсомола (1974).
- Лауреат Государственной премии Российской Федерации в области науки и техники (2003).
- Лауреат премии Правительства Российской Федерации в области науки и техники (2006, 2012).
- Лауреат премии Правительства Российской Федерации в области образования (2009).
- Почётная грамота Президента Российской Федерации (5 февраля 2024 года) — за заслуги в развитии отечественной науки, многолетнюю плодотворную деятельность и в связи с 300-летием со дня основания Российской академии наук[3].